# Chaetarthria seminulum seminulum
Chaetarthria seminulum seminulum é uma subespécie de insetos coleópteros polífagos pertencente à família Hydrophilidae.
A autoridade científica da subespécie é Herbst, tendo sido descrita no ano de 1797.
Trata-se de uma subespécie presente no território português.